# Lijst van voetbalinterlands Antigua en Barbuda - Curaçao
Deze lijst van voetbalinterlands is een overzicht van alle officiële voetbalwedstrijden tussen de nationale teams van Antigua en Barbuda en Curaçao. De landen speelden tot op heden vier keer tegen elkaar. De eerste ontmoeting was een kwalificatiewedstrijd voor het Wereldkampioenschap voetbal 2014 op 2 september 2011 in Saint John's. Het laatste duel, een kwalificatiewedstrijd voor de CONCACAF Nations League 2019/20, vond plaats in Saint John's op 23 maart 2019.

## Wedstrijden
| № | Plaats       | Datum            | Competitie                                   | Wedstrijd                    | Uitslag |
| - | ------------ | ---------------- | -------------------------------------------- | ---------------------------- | ------- |
| 1 | Saint John's | 2 september 2011 | WK 2014 kwalificatie                         | Antigua en Barbuda − Curaçao | 5 − 2   |
| 2 | Willemstad   | 7 oktober 2011   | WK 2014 kwalificatie                         | Curaçao − Antigua en Barbuda | 0 − 3   |
| 3 | Willemstad   | 5 oktober 2016   | Caribbean Cup 2017 kwalificatie              | Curaçao − Antigua en Barbuda | 3 − 0   |
| 4 | Saint John's | 23 maart 2019    | CONCACAF Nations League 2019/20 kwalificatie | Antigua en Barbuda − Curaçao | 2 − 1   |

## Samenvatting
| Competitie                           | Totaal gespeeld | Winst Antig. en Barb. | Gelijk | Winst Curaçao | Doelsaldo Antig. en Barb. – Curaçao |
| ------------------------------------ | --------------- | --------------------- | ------ | ------------- | ----------------------------------- |
| WK-kwalificatie                      | 2               | 2                     | 0      | 0             | 8 − 2                               |
| CONCACAF Nations League-kwalificatie | 1               | 1                     | 0      | 0             | 2 − 1                               |
| Caribbean Cup-kwalificatie           | 1               | 0                     | 0      | 1             | 0 − 3                               |
| Totaal                               | 4               | 3                     | 0      | 1             | 10 − 6                              |

Wedstrijden bepaald door strafschoppen worden, in lijn met de FIFA, als een gelijkspel gerekend.